# Centaurea bruguierana
Centaurea bruguierana là một loài thực vật có hoa trong họ Cúc. Loài này được (DC.) Hand.-Mazz. mô tả khoa học đầu tiên năm 1913.